# デーブ・ウォットル
デーブ・ウォットル（David ("Dave") James Wottle、1950年8月7日 - ）は、アメリカ合衆国の陸上競技選手。1972年ミュンヘンオリンピックの金メダリストである。

## 経歴
ウォットルは、オハイオ州カントン出身。子供の頃は体が弱く、医者から体を丈夫にするためにはランニングをするなり何かしたほうがよいとのアドバイスを受けた。ウォットルは医者の指示をまじめに受け取り走り始めた。ボーリング・グリーン州立大学在学中、1970年の全米大学選手権の1マイルで2位に入賞。1971年のシーズンは故障のため棒に振ったものの、1972年全米学生選手権の1500mで優勝。7月1日には、オレゴン州ユージーンで行われた、ミュンヘンオリンピック代表選考を兼ねた全米選手権の800mで1分44秒3の世界タイ記録で優勝し、オリンピック行きを決めた。
ミュンヘンオリンピックの800m、スタート直後から最後方につけレースを進めた。500mを過ぎ、前方の選手を捕らえてゆく。そして最終の第4コーナー出口で4位に浮上すると最後のストレートで前にいた3人の選手を追い抜きにかかり、ゴール直前、ソ連のエフゲニー・アルザノフを逆転。金メダルを獲得した。2位との差は100分の3秒であった。ウォットルは、表彰式において、国歌が演奏されている最中も、レース中かぶっていたゴルフキャップを脱がなかったことについて、（何かに対する反抗とも報道されたが）後に謝罪している。ウォットルは、この大会では1500mにも出場しているが、準決勝で敗退している。
ウォットルは、常にゴルフキャップをかぶってレースに臨んでいた。これは彼の長髪が顔にかかるのを防ぐ役割を持っていた。後にこのゴルフキャップが彼のトレードマークとなり、後に彼は出場するレースで必ずゴルフキャップをかぶるようになった。
ウォットルは、1974年にプロに転向したがすぐに現役を引退。引退後は大学で陸上のコーチとなった。現在は、テネシー州メンフィスのローズカレッジの職員として働いている。

## 主な実績
| 年   | 大会         | 場所                 | 種目  | 結果      | 記録     |
| ---- | ------------ | -------------------- | ----- | --------- | -------- |
| 1972 | オリンピック | ミュンヘン(西ドイツ) | 800m  | 1位       | 1分45秒9 |
| 1972 | オリンピック | ミュンヘン(西ドイツ) | 1500m | 4位（sf） | 3分41秒6 |

- sfは準決勝